# Cleveland (Florida)
Cleveland is een plaats (census-designated place) in de Amerikaanse staat Florida, en valt bestuurlijk gezien onder Charlotte County.

## Demografie
Bij de volkstelling in 2000 werd het aantal inwoners vastgesteld op 3268.

## Geografie
Volgens het United States Census Bureau beslaat de plaats een oppervlakte van 14,3 km², waarvan 14,2 km² land en 0,1 km² water. Cleveland ligt op ongeveer 3 m boven zeeniveau.

## Plaatsen in de nabije omgeving
De onderstaande figuur toont nabijgelegen plaatsen in een straal van 16 km rond Cleveland.